# Norte 1ra. Sección
Norte 1ra. Sección är en ort i Mexiko.   Den ligger i kommunen Comalcalco och delstaten Tabasco, i den sydöstra delen av landet, 600 km öster om huvudstaden Mexico City. Norte 1ra. Sección ligger 11 meter över havet och antalet invånare är 1 488.
Terrängen runt Norte 1ra. Sección är mycket platt. Runt Norte 1ra. Sección är det ganska tätbefolkat, med 179 invånare per kvadratkilometer. Närmaste större samhälle är Comalcalco, 4,5 km söder om Norte 1ra. Sección. Omgivningarna runt Norte 1ra. Sección är en mosaik av jordbruksmark och naturlig växtlighet.